# Viscum shirense
Viscum shirense är en sandelträdsväxtart som beskrevs av Thomas Archibald Sprague. Viscum shirense ingår i släktet mistlar, och familjen sandelträdsväxter. Inga underarter finns listade i Catalogue of Life.